# سوزان تایرل
سوزان تایرل (انگلیسی: Susan Tyrrell؛ ۱۸ مارس ۱۹۴۵ – ۱۶ ژوئن ۲۰۱۲) یک هنرپیشه اهل ایالات متحده آمریکا بود. وی بین سال‌های ۱۹۶۴ تا ۲۰۱۲ میلادی فعالیت می‌کرد.
از فیلم‌ها یا برنامه‌های تلویزیونی که وی در آن نقش داشته است می‌توان به گریان، موتوراما، دور از خانه، تیپهدس، ماه دروغگو و گوشت و خون اشاره کرد.